# Колективос
Колективос (исп. Colectivo) — общее название различных проправительственных организаций в Венесуэле, пользующихся поддержкой правительства Николаса Мадуро. Члены этих организаций разделяют идеи «боливарианской революции» и выражают свою лояльность действующему правительству Единой социалистической партии, в том числе путем силового подавления недовольных режимом Мадуро.

## Деятельность
«Колективос» выросли в 1960-х из ультралевых партизанских движений. Известнейшие современные «колективос» — La Piedrita и Революционное движение Тупамаро — возникли в 1985 и 1992 году соответственно. Выйдя из подполья, во времена правления Уго Чавеса при поддержке властей быстро распространились по всей стране.
Официально они помогают правительству в оказании социальной помощи населению. Но представители оппозиции и правозащитники обвиняют «колективос» в том, что они превратились в вооруженные формирования и нередко силой устанавливают контроль над определёнными районами, нападают на критиков правительства, протестующих и журналистов.
1 октября 2014 года координатор колективос из ЕСПВ Роберт Серра был убит более чем 30 ударами холодного оружия. Венесуэльское правительство обвинило в убийстве оппозицию, та — соперничающие фракции во властях.

## Оценки
Международные правозащитные организации, в частности Human Rights Watch, характеризуют их как «вооруженные преступные группировки, безнаказанно совершающее насилие в отношении мирного населения при прямой или косвенной поддержке силовых структур режима Мадуро». The New York Times заявляли, что в настоящее время в стране действует несколько десятков различных леворадикальных группировок, под контролем которых находится десятая часть страны. Их члены активно участвуют в подавлении протестов в Венесуэле, начавшихся в 2014 году, и нападениях на представителей венесуэльской оппозиции.